# بیوکو
بیوکو (به انگلیسی:Bioko؛ همچنین با املای Bioco؛ در اروپا به طور سنتی به نام فرناندو پو Fernando Pó که از دوره استعمار پرتغالی نامیده می‌شد) یک جزیره با ۳۲ کیلومتر عرض و ۷۰ کیلومتر طول در سواحل غربی آفریقا و بخش بیشتر شمالی سواحل گینه استوایی است. ازنظر زمین‌شناسی یک آتشفشان است که قله آن پیکو بسیل با ارتفاع ۳٬۰۱۲ متر (۹٬۸۸۲ فوت) می‌باشد.

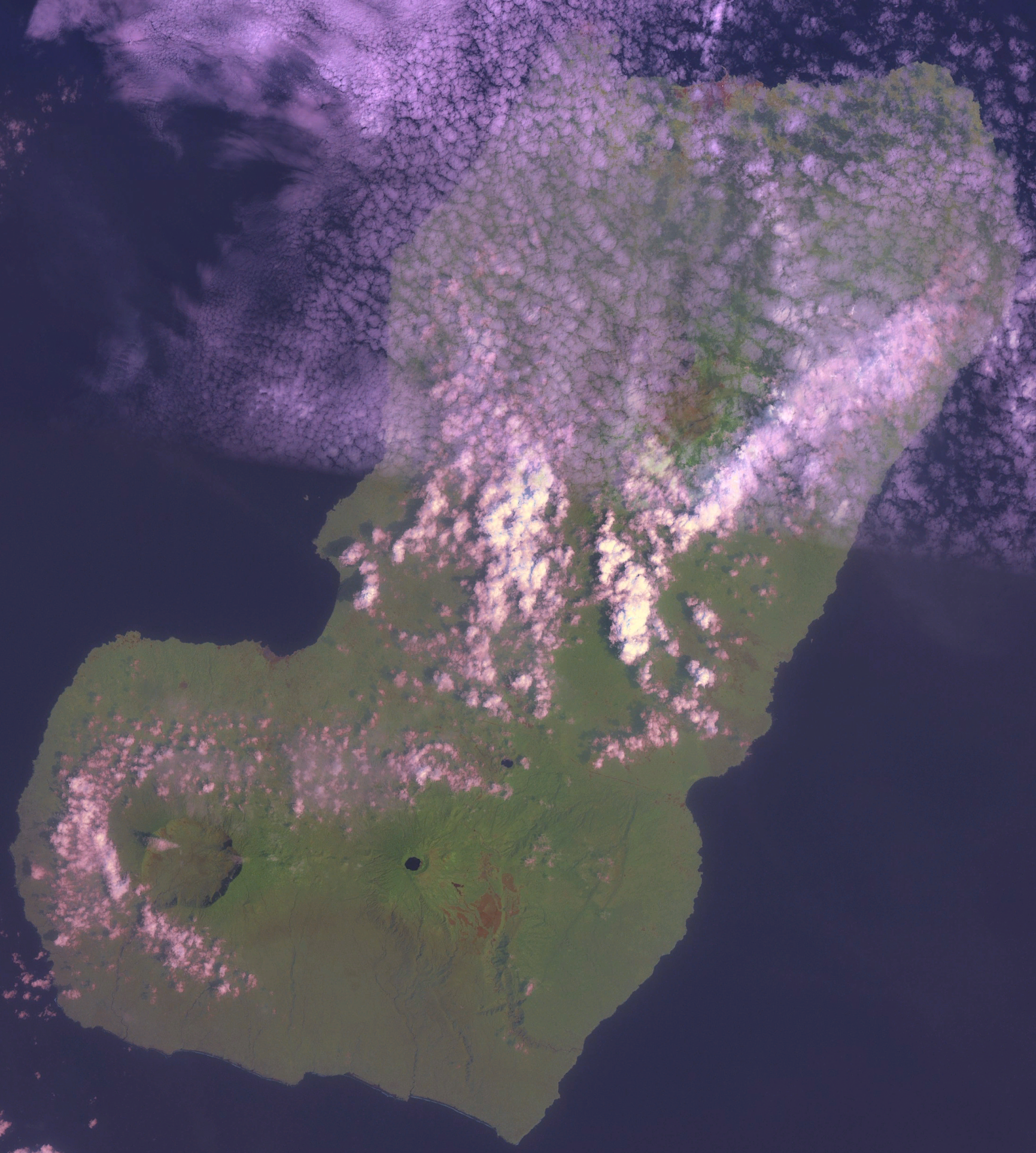
بیوکو از ماهواره

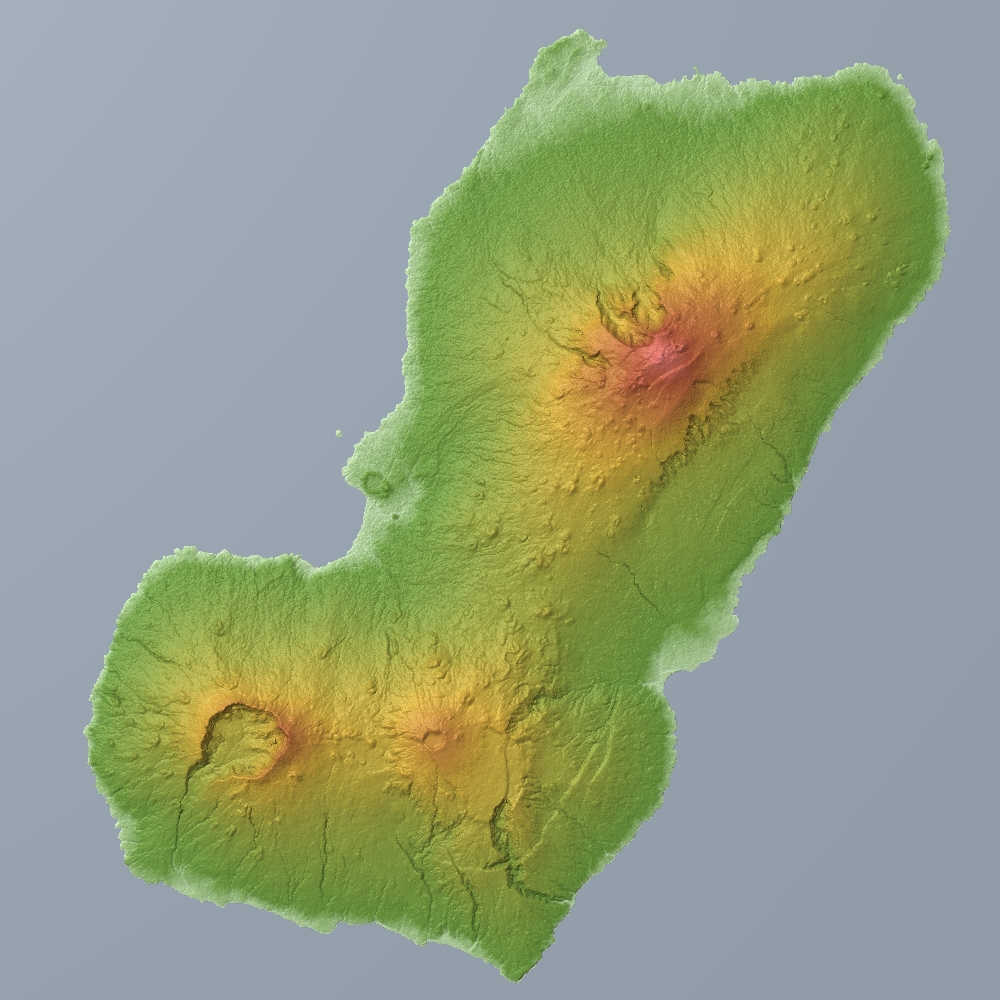
نقشه برجسته

## جمعیت و مساحت
در سرشماری سال ۲۰۱۵ جمعیت آن ۳۳۴٬۴۶۳ نفر بوده است (نتایج اولیه) و مساحت آن ۲٬۰۱۷ کیلومتر مربع (۷۷۹ مایل مربع) را پوشش می‌دهد. این جزیره در کامرون در خلیج بیافرا در بخشی از خلیج گینه واقع شده است.

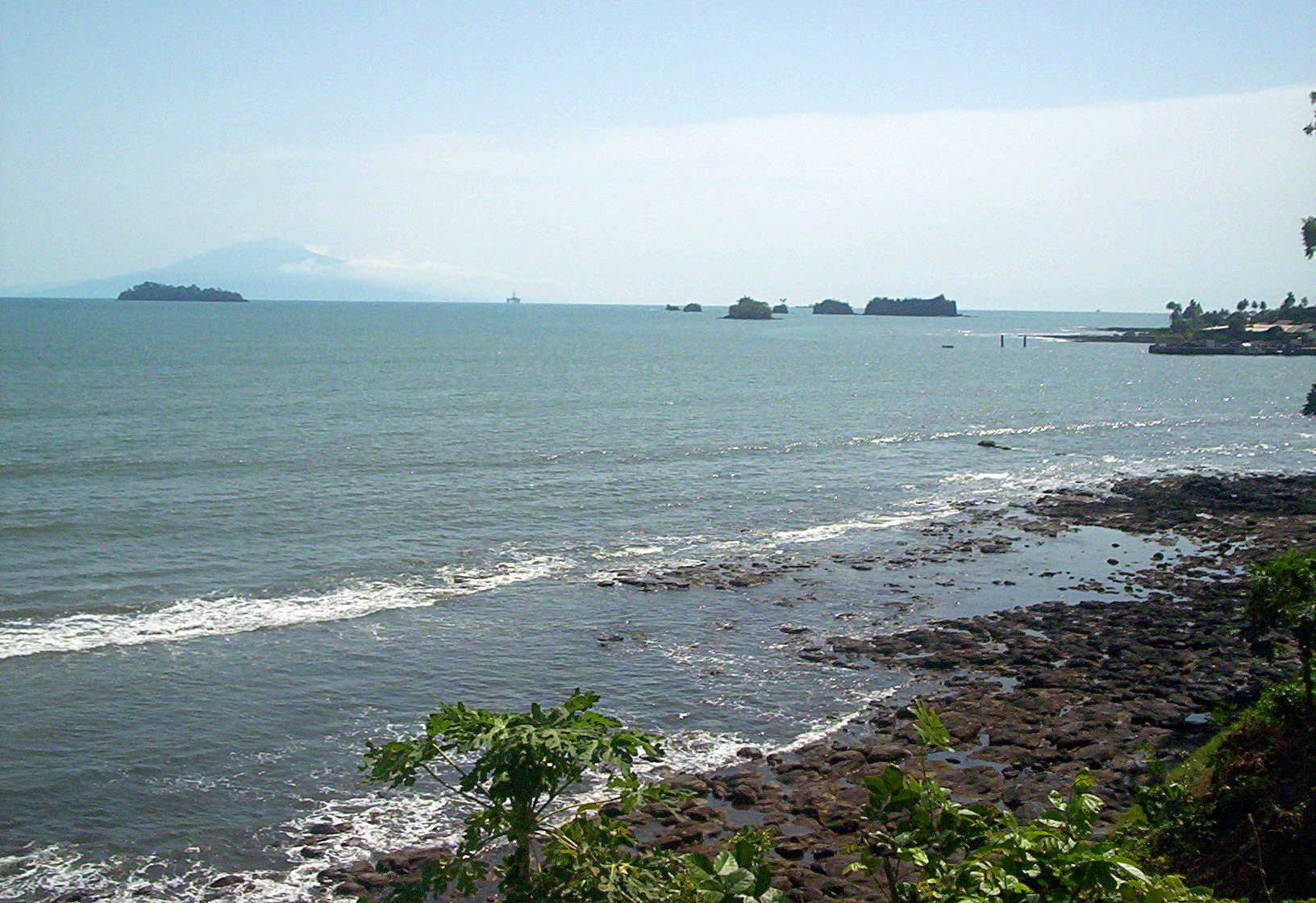
بیوکو دردوردست از لیمب، کامرون